# Wolverton (Minnesota)
Wolverton és una població dels Estats Units a l'estat de Minnesota. Segons el cens del 2000 tenia 122 habitants.

## Demografia
Segons el cens del 2000, Wolverton tenia 122 habitants, 55 habitatges, i 32 famílies. La densitat de població era de 168,2 habitants per km².
Dels 55 habitatges en un 23,6% hi vivien nens de menys de 18 anys, en un 45,5% hi vivien parelles casades, en un 1,8% dones solteres, i en un 41,8% no eren unitats familiars. En el 36,4% dels habitatges hi vivien persones soles el 23,6% de les quals corresponia a persones de 65 anys o més que vivien soles. El nombre mitjà de persones vivint en cada habitatge era de 2,22 i el nombre mitjà de persones que vivien en cada família era de 2,91.
Per edats la població es repartia de la següent manera: un 23% tenia menys de 18 anys, un 12,3% entre 18 i 24, un 27% entre 25 i 44, un 17,2% de 45 a 60 i un 20,5% 65 anys o més.
L'edat mediana era de 37 anys. Per cada 100 dones de 18 o més anys hi havia 95,8 homes.
La renda mediana per habitatge era de 29.063 $ i la renda mediana per família de 35.000 $. Els homes tenien una renda mediana de 25.000 $ mentre que les dones 28.000 $. La renda per capita de la població era de 16.839 $. Entorn de l'11,1% de les famílies i el 15,7% de la població estaven per davall del llindar de pobresa.

## Poblacions més properes
El següent diagrama mostra les poblacions més properes.